# Thrips sierrensis
Thrips sierrensis är en insektsart som beskrevs av Gentile och Bailey 1968. Thrips sierrensis ingår i släktet Thrips och familjen smaltripsar. Inga underarter finns listade i Catalogue of Life.